# Les Aulneaux
Les Aulneaux is een gemeente in het Franse departement Sarthe (regio Pays de la Loire) en telt 104 inwoners (2009). De plaats maakt deel uit van het arrondissement Mamers.

## Geografie
De oppervlakte van Les Aulneaux bedraagt 8,4 km², de bevolkingsdichtheid is dus 12,4 inwoners per km².
De onderstaande kaart toont de ligging van Les Aulneaux met de belangrijkste infrastructuur en aangrenzende gemeenten.

## Demografie
Onderstaande figuur toont het verloop van het inwonertal (bron: INSEE-tellingen).